# Parachironomus cylindricus
Parachironomus cylindricus är en tvåvingeart som först beskrevs av Freeman 1959.  Parachironomus cylindricus ingår i släktet Parachironomus och familjen fjädermyggor. Inga underarter finns listade i Catalogue of Life.